# Міллінг Хотспарс
Футбольний клуб «Міллінг Хотспарс» або просто Міллінг Хотспарс (англ. Milling Hotspurs Football Club) — свазілендський футбольний клуб, який базується у місті Манзіні.

## Історія
У перші роки проведення нової Свазілендської МТН Прем'єр-ліги клуб був одним з найсильніших в країні. В 1971 та 1972 роках команда перемагала в національному чемпіонаті. Остання згадака про участь клубу в елітному дивізіоні національного чемпіонату датується сезоном 1975/76 років.

## Досягнення
- Свазілендська МТН Прем'єр-ліга:
  -  Чемпіон (2): 1971, 1972